# Mulini Malvasia: Panzano e Pieve

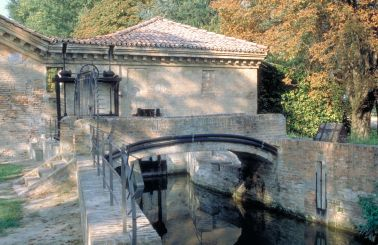
Mulino di Panzano

I Mulini Malvasia: Panzano e Pieve sono dei mulini ad acqua siti nel territorio comunale di Castelfranco Emilia.
Potrebbero essere i più antichi del territorio comunale, essendo già citati all'epoca della donazione di Astolfo, re dei Longobardi, al cognato Anselmo: concedendo il canale e le sue rive all'abbazia, il monarca inibiva a chiunque altro la costruzione di opifici, ponti, derivazioni senza espressa licenza di quell'abate protempore, fatta eccezione per i due mulini già esistenti nella corte di Panzano che anche in seguito non saranno mai soggetti ad alcun canone per la loro origine precedente, ancorché ignota.

## Storia
Della vita e dell'attività qui intraprese in epoca medievale non rimane nulla, se non il riscontro dato ancora una volta dai libri di introito che registrano alcuni dati sommari relativi al solo impianto di Panzano dal 1399 al 1416: gli incassi dei dazi nel mese di giugno 1407 pari a 30 lire 10 soldi 6 denari; il salario di quattro lire mensili al gabellino, mastro Bon de Tomaxo; la fideiussione assicurata da Bartolomeo degli Arrivieri a Giovanni Belletti nel 1408; i segni adottati dai diversi ufficiali alla molenda: unum leo, una luna et una stella, una strala. Il 6 marzo 1464 si ha il primo riscontro documentato che riguarda la ... vendita delle sue ragioni sopra la metà di un molino a Panzano fatta da Giacomello Ferrari a Carlo Bianchetti per il prezzo di 100 L., poi ratificata il 26 agosto 1477. Soltanto a partire dal 1496, quando i Malvasia si stabiliscono a Panzano, che inizia una storia organica di questi beni che assicureranno costantemente un buon guadagno alla proprietà ... nel macinare ai forestieri che dalle basse vengono per la via accanto alla Muzza", nonostante la precarietà della strada più volte ed in diversi punti inagibile per le rotte del canale, naturali o aiutate dai nonantolani. Questi allagamenti cagionano ingenti danni per le difficoltà di trasporto all'interno dell'impresa e la riduzione della macinazione al di sotto delle potenzialità degli impianti "... per non esservi altro transito, e strada comoda per venire a Castel Franco, onde con camino più longo, con pagar dazii, e sottoporsi a molte molestie bisogna transitare per quella di Nonantola"; e la clientela si rivolge quindi a complessi più comodi. Il 5 luglio 1496 Napoleone Malvasia compra da Francesco, Alamano e Girolamo Bianchetti "... due molini da macinar biade, con due case, e due pezze di terra posti in Panzano ... in loco detto alla Pieve ..." per la cifra di 3 200 lire. Dopo l'unione della chiesa dei Santi Filippo e Giacomo di Panzano al monastero di San Barbaziano, sancita con la bolla di papa Giulio II il 30 settembre 1507, i Malvasia vengono investiti da quel priorato della locazione enfiteutica di due pezze di terra sopra le quali sono edificati gli impianti per macinare: rinnovabile ogni ventinove anni, costa dodici lire annue, o altrettante corbe di frumento.
Con la morte nel 1577 del senatore Cornelio, il figlio Giulio erediterà il "... molino nella villa di Panzano con stanze per padroni, stalla, colombara, giardino et orto con biolche tre di terra ..."; all'altro, monsignor Innocenzo, toccherà invece quello posto "... in loco della Pieve, con casa e bottega ad uso di fabbreria ...". Nel 1593 il prelato acquisirà anche i beni del fratello: e proprio a lui si deve la ristrutturazione dell'area, per cui il mulino, che dapprima si trovava all'interno del castello, nel secondo cortile, viene portato a mezzodì nell'attuale posizione, previa rettifica del Torbido che da allora scorre a est delle mura. In occasione dei "Bandi sopra le Grasce" emanati dal cardinale Orazio Spinola alla fine del secolo in ordine ai quali con grani e biade non si poteva andare verso i confini dello stato della chiesa voltando le spalle alla città, monsignor Innocenzo ottiene la deroga affinché sia possibile a chiunque recarsi a macinare ai suoi mulini, lontani meno di un miglio dal territorio estense e quindi irraggiungibili senza contravvenire alla disposizione. Nelle "Istruzioni" impartite al fattore affinché regoli il proprio mandato in funzione del massimo utile ricavabile dall'impresa, dedica alla macinazione diverse riflessioni. Dopo aver rilevato l'eccessivo numero di impianti esistenti nel circondario di Castelfranco ed il danno reciproco che si procurano, sollecita a provvedere affinché i contadini, ma soprattutto cittadini e gentiluomini, sia bolognesi sia modenesi, vengano messi in grado di utilizzare le macine di Panzano quando si trovano nelle loro proprietà rurali vicine; vuole che sia rimosso ogni impedimento che distolga gli avventori provenienti dalla bassa da cui si ricava il maggior guadagno perché non dipendenti dell'impresa; dispone che il grano padronale sia macinato quando le ruote non lavorano per gli estranei ai quali gli esattori non dovranno rivolgere domande intese a produrre cattiva impressione e quindi a sviarli. Nel 1611 il vice legato di Bologna concederà "... a gli huomini di Crevalcore, et ad ogn'altro del Contado" licenza di andare a macinare ai mulini di monsignor Malvasia in quel di Castelfranco senza subire molestie od impedimento alcuni da parte degli ufficiali deputati.

### L'impatto economico
Per Panzano l'acqua del Torbido costituisce elemento di vitale importanza, indispensabile alle esigenze produttive dell'azienda: è utilizzata quale forza motrice per animare le varie attività disseminate nel complesso, prima fra tutte la molitura del grano e del mais; ma anche le pile da riso, il frantoio da olio, la fabbricazione di canne da archibugio alla Pieve che più tardi lascerà il posto alla produzione di polvere pirica; poi la segheria con ruote a pale, la peschiera, la cartiera, l'irrigazione, e, non ultimo, l'utilizzo del condotto come via di comunicazione e trasporto merci, particolarmente carta e legname, ma anche acquavite di produzione castellana, effettuato su piccole imbarcazioni. Nell'"Adizione et inventario del Marchese Cornelio Malvasia", datato 22 aprile 1664 e conservato presso l'archivio di questa famiglia a Passo Segni, viene delineato con somma precisione lo stato dell'impresa che ruota tutta intorno al "... palazzo grande ... con due torri alte et una torre della specula, colombara, stalla, rimessa, peschiera, con un teatro, con casa e bottega nel primo cortile ad uso di forno e macello, con sotterranei per far acquavite". All'interno delle mura del castello, proprio accanto al portone d'ingresso, vi è il "Mollino grande con due poste da macinare grano et altre biade con la valchiera ... con habitatione per il monaro", condotto attualmente da Giacomo Balugani che paga 1 300 lire annue di affitto. L'altro trovasi invece alla Pieve, anch'esso dotato di due poste e casa per il mugnaio Gherardo Rosa che sborsa 1 200 lire all'anno; completo di forno, pozzo, stalla e circondato da cinque biolche di terra arativa, ha annessa "... una Botegha ad uso di tirar canne d'archibugio". I contratti stipulati tra locatori e conduttori sono sempre precisi e dettagliati come può rilevarsi dall'analisi di due esemplari, uno del 1605 relativo al mulino della Pieve e l'altro del 1613 per affittare quello del castello. La terra arativa contigua al primo dovrà essere seminata a canapa, la metà della quale sarà consegnata alla proprietà che avrà pure diritto alla spartizione in quote uguali del guadagno prodotto dalla sega che costerà sei quattrini ogni piede di legname. Obbligato a segare continuamente per il proprietario purché non sia tempo di macinazione, l'affittuario dovrà ottenerne la licenza per servire altri. Allo stesso compete l'onere di mantenere la colombaia somministrando il becchime ai colombi, restando inteso che "... tutte le colombine spettino et siano del Sig. Locatore, et li Pizoni siano delli conduttori". Sempre a suo carico dovrà essere mantenuta l'acqua nel canale, per il cui scavo anche la proprietà provvederà a pagare in proprio "... venti opere di brazenti". In caso di guerra o peste, se i mulini resteranno inoperosi per oltre due mesi, non sarà reclamato alcun canone, ma gli eventuali utili saranno intascati dal locatore. Affittati rispettivamente per seicento e mille lire in proporzione alla loro redditività, la differenza è sottolineata anche dalle regalie annuali che i Malvasia esigono. Il mugnaio della Pieve dovrà dare due paia di capponi e cinquanta uova a Natale; due di galline ed altrettante di pollastri a carnevale; cento uova a Pasqua; due paia di "galinazzi" a San Pietro. Quello di Panzano consegnerà tre paia di capponi e due di pollastri a Natale; tre di galline a carnevale; cento uova a Pasqua; otto polli a San Pietro; in altri tempi stabiliti, ma non dichiarati, porterà alla casa padronale un paio di altri animali da cortile secondo la disponibilità. L'esosità di queste regalie a confronto di quelle pagate per altri impianti del territorio testimonia della tangibile rendita di cui sono capaci questi due opifici, certamente organizzati e gestiti con proprietà d'intenti e mentalità manageriale.